# VW Race Touareg

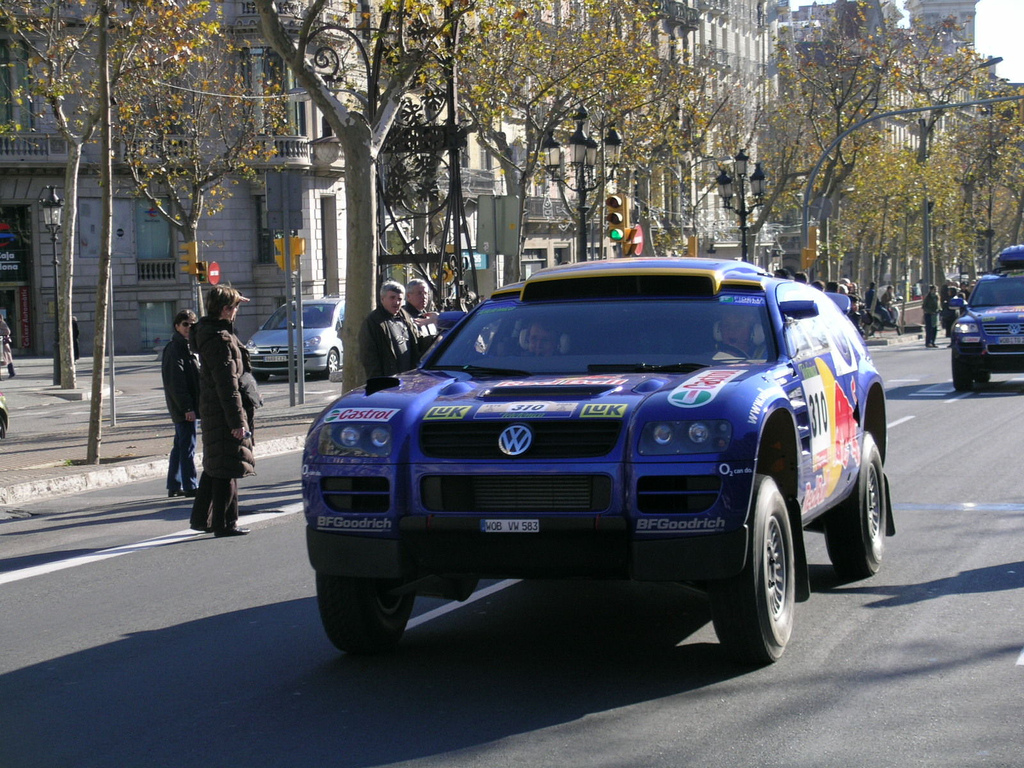
VW Race Touareg 1 bei der Rallye Dakar 2005

Der VW Race Touareg ist ein speziell für Marathon-Rallyes, insbesondere die Rallye Dakar, entwickelter Geländewagen der Prototypen-Klasse. Er löste im Januar 2004 bei der Rallye Dakar den VW Tarek ab, mit dem Volkswagen Motorsport 2003 sein Debüt in diesem Segment gab. Die Fahrzeuge von 2003 bis Mitte 2005 werden als Race Touareg 1 bezeichnet, seit Oktober 2005 tragen sie den Namen Race Touareg 2. Ab 2011 nennen sie sich VW Race Touareg 3.
Mit dem VW Touareg hat der Race Touareg technisch wenig gemein, optisch wurden verschiedene Elemente übernommen.

## Entstehung und Entwicklung
Nach nur sieben Monaten Bauzeit, unter der Leitung des technischen Leiters Eduard Weidl und Motorsportdirekor Kris Nissen, erfolgte der erste Test im November 2003. Entwicklungsort war die VW Motorsportabteilung in Hannover, eine enge Zusammenarbeit mit der zentralen Technischen Entwicklung in Wolfsburg war trotzdem stets existent (Prüfstände, Windkanäle etc.). Designchef war Helmut Schmid, dessen erste Entwürfe dem fertigen Prototyp bereits sehr nahe kamen. Von Anfang an legte man Wert auf eine Gleichteilestrategie, um den logistischen und mechanischen Aufwand, insbesondere bei Reparaturen, gering zu halten. So waren die Radaufhängungen diagonal tauschbar, die vier Antriebswellen zu den Rädern identisch, ebenso die zwei Kardanwellen. Ein entscheidendes Merkmal ist der 5-Zylinder Dieselmotor, der eine Besonderheit im Pkw-Segment des Rallyesports darstellt. Entgegen sämtlichen Konkurrenzteilnehmern wurde bewusste auf den Einsatz der Dieseltechnologie gesetzt, um deren Motorsporttauglichkeit zu beweisen. Ferner ist ein hohes Drehmoment nebst geringerem Kraftstoffverbrauch und damit eines leichteren Tanks ein weiterer Grund für diese Entscheidung. Als Grundmotor wählte man den 2,5-l-TDI-Motor von VW. Der Hubraum wurde für die Saison 2004 auf 2,3 Liter verringert, um in eine günstige Gewichtsklasse zu fallen. Bereits 2005 konnte aufgrund von neuen Reglements aber auf die ursprünglichen 2,5 Liter zurückgegangen werden. 2007 wurde zum ersten Mal ein Vierventil-Zylinderkopf eingesetzt, der nach dem Querstromprinzip arbeitet und eine Drehmomentanhebung auf über 600 Nm bewirkt.
Die Fahrgastzelle ist eine ca. 300 kg schwere Gitterrahmenkonstruktion des deutschen Herstellers Bodytec. Sie ist aus hochfestem Stahl gefertigt und bietet hohe Stabilität und Steifigkeit. Die Außenhaut besteht aus kohlenstofffaserverstärktem Kunststoff mit einem Gesamtgewicht von ca. 50 kg. Die Karosseriestruktur ist somit nicht selbsttragend.

## Wettbewerb
Im Januar 2004 wurde schließlich die erste Rallye Dakar absolviert. Als Piloten kamen Jutta Kleinschmidt sowie der Franzose Bruno Saby zum Einsatz. Beide absolvierten bereits mehrmals diesen als härteste Rallye der Welt geltenden Wettbewerb. Auf Anhieb gelang ein sechster (Saby) und ein 21. Platz (Kleinschmidt). 2005 kamen zwei zusätzliche Fahrerteams (Robby Gordon/Dirk von Zitzewitz und Juha Kankkunen/Juha Repo) hinzu. Hierbei errang Kleinschmidt einen dritten Platz.
2006 stellte VW folgende fünf Fahrerteams auf:
- Jutta Kleinschmidt/Fabrizia Pons
- Mark Miller/Dirk von Zitzewitz
- Bruno Saby/Michel Périn
- Carlos Sainz/Andreas Schulz
- Giniel de Villiers/Tina Thörner

Dabei erreichte Giniel de Viliers einen zweiten Platz. Das Team Mark Miller wurde Fünfter, Kleinschmidt schied aufgrund einer defekten Radaufhängung aus.
Die Rallye Dakar 2007 bestritten vier Fahrerteams:
- Giniel de Villiers/Dirk von Zitzewitz
- Mark Miller/Ralph Pitchford
- Carlos Sainz/Michel Périn
- Ari Vatanen/Fabrizia Pons

Beim Kundenteam Lagos startete folgendes Fahrerteam ebenfalls auf einen VW Race Touareg 2:
- Carlos Sousa/Andreas Schulz

Von 14 Etappen konnte das VW-Team zehn für sich entscheiden. Aufgrund eines Motorschadens wurde der bis dato Gesamtführende Giniel de Villiers weit zurückgeworfen, so dass erneut das Mitsubishi-Werksteam die Rallye für sich entscheiden konnte. Bester VW-Fahrer wurde Mark Miller auf dem vierten Platz.
Die Race Touareg 2 bewiesen bei dieser Rallye ihre hohe technische Konkurrenzfähigkeit. Die Zuverlässigkeit der Antriebsaggregate lag jedoch hinter den Erwartungen zurück.
Für die Rallye Dakar 2008 war vorgesehen, wieder mit vier Fahrerteams an den Start zu gehen. Das Duo Ari Vatanen/Fabrizia Pons sollte durch die zwei deutschen Piloten Dieter Depping/Timo Gottschalk ersetzt werden, während die anderen Teams in ihrer Konstellation erhalten bleiben sollten. Wegen der Sicherheitslage in Mauretanien wurden die Rallye Dakar 2008 jedoch am 4. Januar 2008 abgesagt.
Aufgrund der Anschlagsdrohungen für die Dakar 2008 entschied die ASO die Rallye nach Südamerika zu verlegen. Die Strecke führte von Buenos Aires nach Valparaíso und wieder zurück nach Buenos Aires.
Die Rallye Dakar 2009 bestritten vier Fahrerteams:
- Giniel de Viliers/Dirk von Zitzewitz
- Carlos Sainz/Michel Périn
- Mark Miller/Ralph Pitchford
- Dieter Depping/Timo Gottschalk

Das Team de Viliers/von Zitzewitz konnte bei der ersten Austragung auf dem Südamerikanischen Kontinent auch den ersten Gesamtsieg für den Race Touareg verbuchen. 2010 konnte der Titel der Dakar-Rallye mit einem Dreifachsieg verteidigt werden.
Die Rallye Dakar 2011 bestritten folgende Teams:
- Giniel de Villiers/Dirk von Zitzewitz
- Carlos Sainz/Lucas Cruz
- Mark Miller/Ralph Pitchford
- Nasser Al Attiyah/Timo Gottschalk

Diesmal gewann der Vorjahreszweite Nasser Al Attiyah gemeinsam mit Timo Gottschalk beim erneuten Dreifachsieg. Danach zog sich Volkswagen Motorsport aus der Dakar-Rallye zurück, um sich auf die Rallye-Weltmeisterschaft zu konzentrieren.

## Technische Daten Race Touareg 1 (2004/2005)
Bauweise
- Reihen-Fünfzylinder-TDI-Dieselmotor mit Abgasturbolader, Ladeluftkühlung, in Längsrichtung hinter Vorderachse

Hubraum und Leistung
- 2300 cm³/2500 cm³
- Leistung 170/191 kW (231/260 PS) bei Drehmoment >460 Nm/>500 Nm

Motormanagement
- Robert Bosch GmbH

Antriebsstrang
- Sequenzielles Getriebe, sechs Gänge, Längseinbau
- Permanenter Allradantrieb mit drei mechanisch sperrbaren Differentialgetrieben (per Viscose)
- Dreischeiben-Keramikkupplung

Fahrwerk
- Servounterstützte Zahnstangenlenkung
- Doppel-Dreiecksquerlenker mit je zwei Dämpfern (Hersteller: ZF Sachs)
- Vier innenbelüftete Scheibenbremsen Durchmesser 320 mm
- Bremssättel aus Aluminium
- Aluminiumfelgen 7 × 16″
- Reifen 235-85/16 (Hersteller: BFGoodrich)

Karosserie
- Zweitüriger Aufbau
- Hochfester Stahl-Gitterrohrrahmen mit Beplankung aus CFK

Abmessungen und Gewicht
- Länge × Breite × Höhe: 4371 × 2000 × 1762 mm
- Radstand 2780 mm
- Spurweite 1750 mm
- Gewicht mind. 1750 kg/1787,5 kg

## Technische Daten Race Touareg 2 (2006/2007)
Bauweise

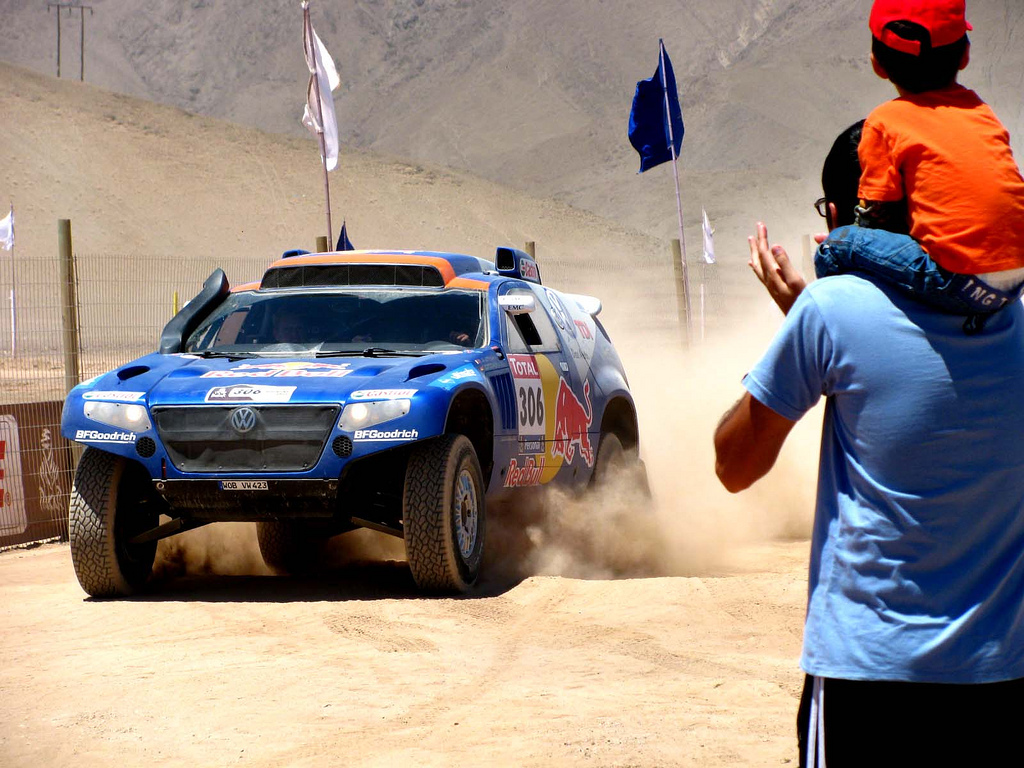
VW Race Touareg 2 bei der Rallye Dakar 2010

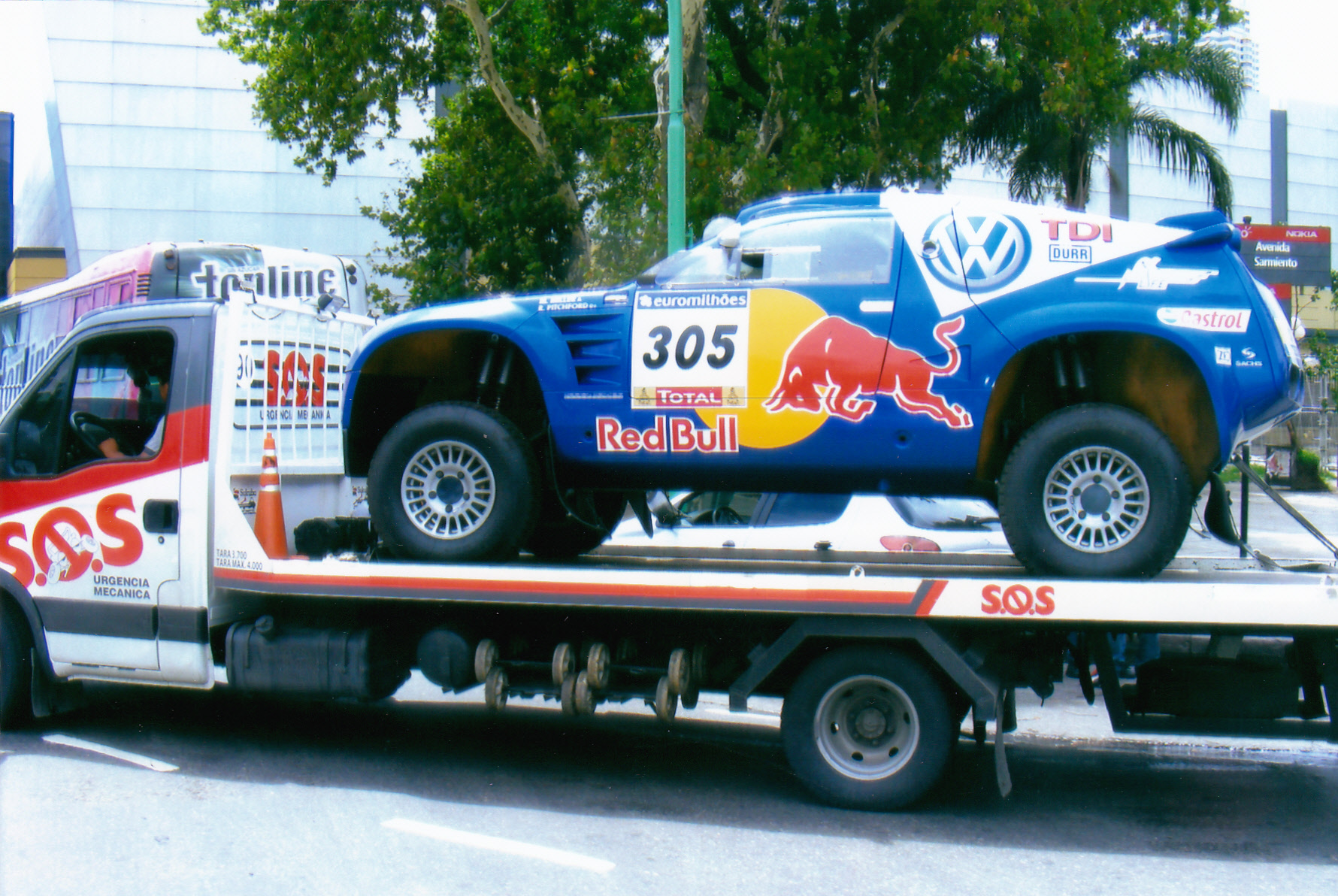
VW Race Touareg 2, Sieger der Rallye Dakar 2010

- Reihen-Fünfzylinder-TDI-Dieselmotor mit zweistufigem Aufladesystem Abgasturbolader, Ladeluftkühlung, in Längsrichtung hinter Vorderachse

Hubraum und Leistung
- 2500 cm³, Leistung 210 kW (285 PS) bei Drehmoment >600 Nm

Motormanagement
- Robert Bosch GmbH

Antriebsstrang
- Sequenzielles Getriebe, sechs Gänge, Längseinbau
- Permanenter Allradantrieb mit drei mechanisch sperrbaren Differentialgetrieben (per Viscose)
- Dreischeiben-Keramikkupplung (Hersteller: ZF Sachs)

Fahrwerk
- Servounterstützte Zahnstangenlenkung
- Doppel-Dreiecksquerlenker mit je zwei Dämpfern (Hersteller: ZF Sachs)
- Vier innenbelüftete Scheibenbremsen Durchmesser 320 mm
- Bremssättel aus Aluminium
- Aluminiumfelgen 7,2 × 16″
- Reifen 235-85/16 (Hersteller: BFGoodrich)

Karosserie
- Zweitüriger Aufbau
- Hochfester Stahl-Gitterrohrrahmen mit Beplankung aus CFK

Abmessungen und Gewicht
- Länge × Breite × Höhe: 4171 × 1996 × 1762 mm
- Radstand 2820 mm
- Spurweite 1750 mm
- Gewicht mind. 1787,5 kg

## Technische Daten Race Touareg 3 (2010/2011)
Bauweise

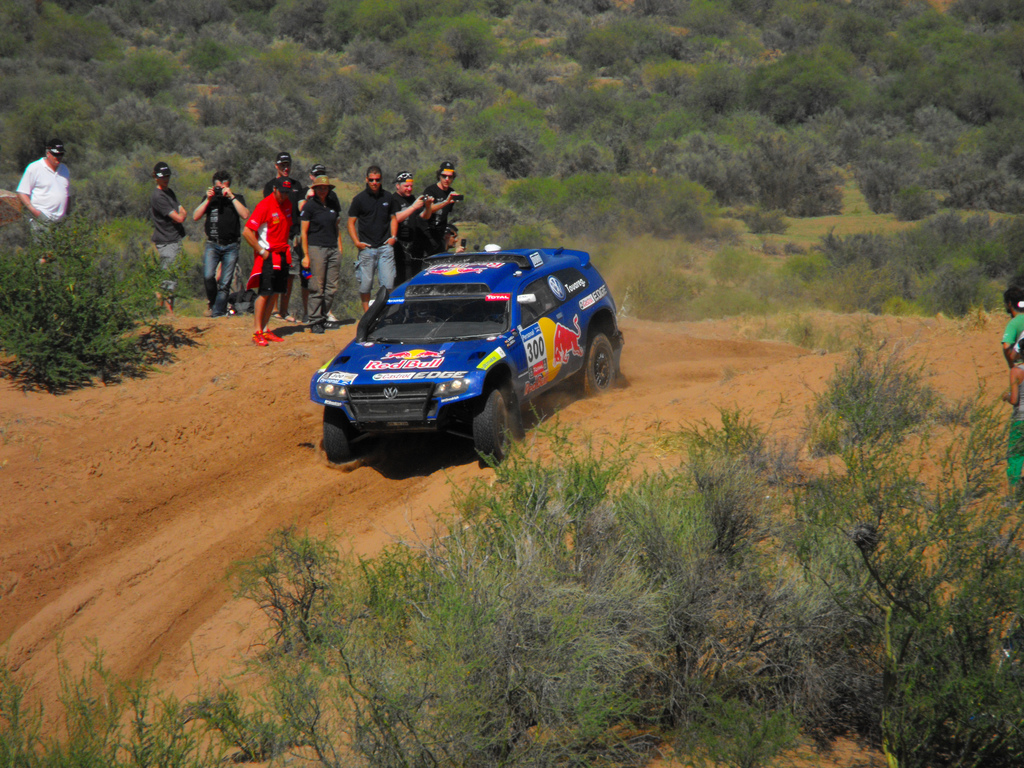
Race Touareg 3 von Carlos Sainz bei der Dakar 2011

- Reihen-Fünfzylinder-TDI-Dieselmotor mit zweistufigem Aufladesystem Abgasturbolader, Ladeluftkühlung, in Längsrichtung hinter Vorderachse

Hubraum und Leistung
- 2500 cm³, Leistung 228 kW (310 PS) bei Drehmoment >600 Nm

Motormanagement
- Bosch

Antriebsstrang
- Sequenzielles Getriebe, fünf Gänge, Längseinbau
- Permanenter Allradantrieb mit drei mechanisch sperrbaren Differentialgetrieben (per Viscose)
- Dreischeiben-Keramikkupplung (Hersteller: ZF Sachs)

Fahrwerk
- Servounterstützte Zahnstangenlenkung
- Doppel-Dreiecksquerlenker mit je zwei Dämpfern (Hersteller: ZF Sachs)
- Vier innenbelüftete Scheibenbremsen Durchmesser 320 mm
- Bremssättel aus Aluminium
- Aluminiumfelgen 7 × 16″
- Reifen 235-85/16 (Hersteller: BFGoodrich)

Karosserie
- Zweitüriger Aufbau
- Hochfester Stahl-Gitterrohrrahmen mit Beplankung aus CFK

Abmessungen und Gewicht
- Länge × Breite × Höhe: 4171 × 1996 × 1762 mm
- Radstand 2820 mm
- Spurweite 1750 mm
- Gewicht mind. 1787,5 kg

## Baja 1000
VW trat bei der Baja 1000 Rallye 2008 ebenfalls mit einem Touareg in der Trophy Trucks-Klasse an. Der eingesetzte Wagen war eine komplette Neuentwicklung und von den Abmaßen rund 10 % größer als ein Standard-Touareg. Im Fahrzeug kam ein V12-TDI-Motor zum Einsatz, der bereits im Le Mans-Siegerauto Audi R10 TDI verwendet wurde. Im Touareg leistete der Motor mit 405 kW (550 PS) etwa 70 kW (94 PS) weniger als im Audi-Rennwagen. Im Gegensatz zu Wagen mit Benzinmotor ist die maximale Tankkapazität von Dieselfahrzeugen auf 246 Liter beschränkt.
Der Wagen wurde von Mark Miller pilotiert, der den Volkswagen Baja Race Touareg TDI in einer Zeit von 18 Stunden und 58 Minuten ins Ziel brachte und damit in der Trophy Trucks-Wertung den 13. Platz belegte.

## Sonstiges
Alle VW Race Touareg sind in Wolfsburg zugelassen und tragen entsprechend ein WOB-Kennzeichen. Sie dürfen mit ihrer Bautypgenehmigung somit auch im normalen Straßenverkehr gefahren werden, was die Abfahrt aus Wolfsburg im Dezember 2005 Richtung Portugal zeigte. Der VW Tarek war hingegen in Hannover zugelassen worden (H für Hannover).